# Panamerikanische Spiele 2007/Squash
Bei den Panamerikanischen Spielen 2007 in Rio de Janeiro fanden vom 14. bis 19. Juli 2007 im Squash vier Wettbewerbe statt. Austragungsort war der Miécimo da Silva Complex.

## Herren

### Einzel
| Platz | Land               | Spieler                               |
| ----- | ------------------ | ------------------------------------- |
| 1     | Mexiko             | Eric Gálvez                           |
| 2     | Vereinigte Staaten | Julian Illingworth                    |
| 3     | Kanada Kolumbien   | Shawn Delierre Miguel Ángel Rodríguez |

### Mannschaft
| Platz | Land             | Spieler                                                                                     |
| ----- | ---------------- | ------------------------------------------------------------------------------------------- |
| 1     | Kolumbien        | Miguel Ángel Rodríguez Bernardo Samper Javier Castilla                                      |
| 2     | Kanada           | Shahier Razik Shawn Delierre Robin Clarke                                                   |
| 3     | Brasilien Mexiko | Rafael Alarçón Ronivaldo Conceição Luciano Barbosa Eric Gálvez Jorge Baltazar Marcos Méndez |

## Damen

### Einzel
| Platz | Land               | Spielerin                |
| ----- | ------------------ | ------------------------ |
| 1     | Vereinigte Staaten | Natalie Grainger         |
| 2     | Kanada             | Alana Miller             |
| 3     | Mexiko Kanada      | Samantha Terán Runa Reta |

### Mannschaft
| Platz | Land               | Spielerinnen                                                                                          |
| ----- | ------------------ | --- |
| 1     | Kanada             | Carolyn Russell Runa Reta Alana Miller                                                                |
| 2     | Vereinigte Staaten | Natalie Grainger Latasha Khan Michelle Quibell                                                        |
| 3     | Mexiko Kolumbien   | Samantha Terán Nayelly Hernández Karina Herrera Catalina Peláez Silvia Angulo Rugeles Isabel Restrepo |

## Medaillenspiegel
| Platz  | Land               | Gold | Silber | Bronze | Gesamt |
| ------ | ------------------ | ---- | ------ | ------ | ------ |
| 01     | Kanada             | 1    | 2      | 2      | 5      |
| 02     | Vereinigte Staaten | 1    | 2      | —      | 3      |
| 03     | Mexiko             | 1    | —      | 3      | 4      |
| 04     | Kolumbien          | 1    | —      | 2      | 3      |
| 05     | Brasilien          | —    | —      | 1      | 1      |
| Gesamt | Gesamt             | 4    | 4      | 8      | 16     |